# Eleições municipais em Goiânia em 1988
As eleições municipais em Goiânia em 1988 ocorreram em 15 de novembro, como parte das eleições municipais em 24 estados brasileiros e nos  territórios federais do Amapá e Roraima. Neste caso foram eleitos o prefeito Nion Albernaz, o vice-prefeito Marcos de Almeida Castro e os vereadores.
Natural da cidade de Goiás, o professor Nion Albernaz formou-se economista na Universidade Federal de Goiás em 1954 e engenheiro civil na Universidade Católica de Goiás em 1959. Ensinou matemática no Liceu de Goiânia, onde foi eleito vereador pelo PSD em 1956. Nomeado diretor-geral da Universidade Federal de Goiás em 1963, assumiu a secretaria municipal de Finanças em 1966 quando Iris Rezende era prefeito da capital goiana, acumulando este cargo com o de presidente da Companhia de Habitação de Goiás no governo Otávio Lage. Quando o Regime Militar de 1964 impôs o bipartidarismo mediante o Ato Institucional Número Dois, seguiu para o MDB. Secretário municipal de Finanças em 1979, quando Daniel Antônio assumiu interinamente o Palácio das Campinas, seguiu Iris Rezende rumo ao PMDB e por ele foi nomeado prefeito da capital goiana em 1983. Venceu a eleição para deputado federal em 1986, ajudou a conceber a Constituição de 1988 e nesse mesmo ano regressou à prefeitura de Goiânia por eleição direta.
Marcos de Almeida Castro foi presidente do Sindicato de Engenheiros do Estado de Goiás antes de ingressar no PMDB em 1985. Durante o governo Henrique Santillo ocupou os cargos de secretário de Ação Comunitária e presidente da Saneamento de Goiás S/A (SANEAGO), dela afastando-se para eleger-se vice-prefeito de Goiânia na chapa de Nion Albernaz em 1988. Empossado no mandato, foi reconduzido à presidência da SANEAGO, exercendo as duas funções. Tem como um de seus irmãos o advogado Antonio Carlos de Almeida Castro.

## Resultado da eleição para prefeito
Foram apurados 299.940 votos nominais, assim distribuídos:
| Candidatos a prefeito de Goiânia | Candidatos a vice-prefeito    | Número | Coligação               | Votação | Percentual |
| -------------------------------- | ----------------------------- | ------ | ----------------------- | ------- | ---------- |
| Nion Albernaz PMDB               | Marcos de Almeida Castro PMDB | 15     | PMDB, PTB, PL, PSC, PTR | 110.130 | 36,72%     |
| Pedro Wilson PT                  | Pinheiro Sales PT             | 13     | PT, PDT                 | 98.940  | 32,99%     |
| Maria Valadão PDS                | Jorge Nabuth PDC              | 11     | PDS, PDC, PFL, PNAB     | 77.700  | 25,90%     |
| Aldo Arantes PCdoB               | Lúcia Helena Rincón PCdoB     | 24     | PCdoB (sem coligação)   | 10.830  | 3,61%      |
| Ivan Ornelas PSB                 | Heli Moreira PCB              | 40     | PSB, PCB                | 2.340   | 0,78%      |
| Fontes:                          |                               |        |                         |         |            |